# Fußball-Weltmeisterschaft 1954/Uruguay
Dieser Artikel behandelt die uruguayische Fußballnationalmannschaft bei der Fußball-Weltmeisterschaft 1954.

## Qualifikation
Als Titelverteidiger war Uruguay automatisch qualifiziert.

## Uruguayisches Aufgebot
| Nummer / Name | Nummer / Name            | Damaliger Verein    | Geburtstag | Länderspiele |
| Torhüter      | Torhüter                 | Torhüter            | Torhüter   | Torhüter     |
| ------------- | ------------------------ | ------------------- | ---------- | ------------ |
| 1             | Roque Máspoli            | Peñarol Montevideo  | 12.10.1917 |              |
| 12            | Julio Maceiras           | Danubio FC          | 22.04.1926 |              |
| Abwehr        |                          |                     |            |              |
| 2             | José Santamaría          | Nacional Montevideo | 31.07.1929 |              |
| 3             | William Martínez         | Rampla Juniors      | 13.01.1928 |              |
| 4             | Víctor Rodríguez Andrade | Peñarol Montevideo  | 14.02.1927 |              |
| 13            | Mirto Davoine            | Peñarol Montevideo  | 13.02.1933 |              |
| 14            | Eusebio Tejera           | Defensor Sporting   | 06.01.1922 |              |
| Mittelfeld    |                          |                     |            |              |
| 5             | Obdulio Varela           | Peñarol Montevideo  | 20.09.1917 |              |
| 6             | Roberto Leopardi         | Nacional Montevideo | 19.07.1933 |              |
| 15            | Urbano Rivera            | Danubio FC          | 01.04.1926 |              |
| 16            | Néstor Carballo          | Nacional Montevideo | 03.02.1929 |              |
| 17            | Luis Cruz                | Nacional Montevideo | 28.04.1925 |              |
| Angriff       |                          |                     |            |              |
| 7             | Julio Abbadie            | Peñarol Montevideo  | 07.09.1930 |              |
| 8             | Juan Hohberg             | Peñarol Montevideo  | 08.10.1929 |              |
| 9             | Oscar Míguez             | Peñarol Montevideo  | 05.12.1927 |              |
| 10            | Juan Schiaffino          | Peñarol Montevideo  | 28.07.1925 |              |
| 11            | Carlos Borges            | Peñarol Montevideo  | 14.01.1932 |              |
| 18            | Rafael Souto             | Nacional Montevideo | 24.10.1930 |              |
| 19            | Javier Ambrois           | Nacional Montevideo | 09.05.1932 |              |
| 20            | Omar Méndez              | Nacional Montevideo | 07.08.1934 |              |
| 21            | Julio Pérez              | Nacional Montevideo | 19.06.1926 |              |
| 22            | Luis Castro              | Defensor Sporting   | 31.07.1921 |              |
| Trainer       |                          |                     |            |              |
|               | Juan López               |                     | 15.03.1908 |              |

## Spiele der uruguayischen Mannschaft

### Vorrunde
- Uruguay –  Tschechoslowakei 2:0 (0:0)

Stadion: Wankdorfstadion (Bern)
Zuschauer: 20.500
Schiedsrichter: Arthur Edward Ellis (England)
Tore: 1:0 Míguez (72.), 2:0 Schiaffino (81.)
- Uruguay –  Schottland 7:0 (2:0)

Stadion: St. Jakob-Stadion (Basel)
Zuschauer: 43.000
Schiedsrichter: Vincenzo Orlandini (Italien)
Tore: 1:0 Borges (17.), 2:0 Míguez (30.), 3:0 Borges (47.), 4:0 Abbadie (54.), 5:0 Borges (57.), 6:0 Míguez (83.), 7:0 Abbadie (85.)
Der amtierende Weltmeister Uruguay konnte sich erwartungsgemäß in der Gruppe III als Zweiter behaupten. 2:0 gegen die Tschechoslowaken und ein 7:0 gegen die überforderten Schotten reichten für den Einzug ins Viertelfinale. Auch die starken Österreicher ließen nichts anbrennen. Schottland wurde 1:0 und die Tschechoslowakei 5:0 besiegt. Nach Beendigung der Spiele wurde Österreich durch einen Losentscheid zum Gruppensieger der Gruppe 3 bestimmt.

### Viertelfinale
| 35.000 | St. Jakob-Stadion (Basel) | Uruguay | England | Carl Erich Steiner (Österreich) | 4:2 (2:1) | 1:0 Borges (5.) 1:1 Lofthouse (16.) 2:1 Varela (39.) 3:1 Schiaffino (46.) 3:2 Finney (67.) 4:2 Ambrois (78.) |

Weltmeister Uruguay traf im nächsten Spiel auf England, das mit seiner altbackenen Spielweise den technisch versierten Urus mit 2:4 unterlag. Trotz Spielern wie Matthews, Wright und Lofthouse zeigte es sich, dass das Mutterland des Fußballs nicht auf dem neuesten Stand der Dinge war.

### Halbfinale
| 37.000 | Stade Olympique de la Pontaise (Lausanne) | Ungarn | Uruguay | Mervyn Griffiths (Wales) | 4:2 n. V. (2:2, 1:0) | 1:0 Czibor (13.) 2:0 Hidegkuti (46.) 2:1 Hohberg (75.) 2:2 Hohberg (86.) 3:2 Kocsis (111.) 4:2 Kocsis (116.) |

Wie erwartet lief die vermeintliche Wachablösung des amtierenden Weltmeisters Uruguay durch Ungarn im zweiten Halbfinalspiel ab. Zwar führten die Ungarn schon 2:0, doch sie mussten noch in der regulären Spielzeit das 2:2 hinnehmen. In der Verlängerung setzte sich jedoch die Spielkunst der Ungarn durch. Torjäger Kocsis war nicht mehr zu halten und schoss die Favoriten mit zwei Treffern zum 4:2-Erfolg ins Endspiel.

### Spiel um Platz 3
| 35.000 | Hardturm (Zürich) | Österreich | Uruguay | Paul Wyssling (Schweiz) | 3:1 (1:1) | 1:0 Stojaspal (16.) 11m 1:1 Hohberg (22.) 2:1 Cruz (59.) ET 3:1 Ocwirk (89.) |

Im Spiel um Platz drei musste Uruguay dem 120-Minuten-Match gegen Ungarn seinen Tribut zollen. Die nur mittelmäßige Begegnung konnte Österreich mit 3:1 für sich entscheiden.